# チョコと私
「チョコと私」（チョコとわたし）は、2014年2月26日にリリースされた八神純子の33枚目のシングルである。

## 概要
表題曲は、NHKの音楽番組『みんなのうた』で、2014年2月～3月に放送された。
八神が飼っていた犬「チリ」との日々を元に再構成したもの。曲では「チリ」を「チョコ」に変え、チョコとの出会いから別れ、再会までを綴っている。

## 収録曲
| 全作曲: 八神純子。 |                                     |                        |            |              |                                                |      |
| #                  | タイトル                            | 作詞                   | 作曲・編曲 | 編曲         | タイアップ                                     | 時間 |
| 1.                 | 「チョコと私」                      | KAZUKI, 八神純子       | 八神純子   | 塩谷哲       | NHK『みんなのうた』2014年2〜3月放送            | 4:43 |
| 2.                 | 「チョコと私」(オリジナル･カラオケ) |                        | 八神純子   |              |                                                | 4:43 |
| 3.                 | 「ピアノとわたし」                  | 八神純子               | 八神純子   | John Stanley | NHK『みんなのうた』1991年4月-5月放送曲         | 2:22 |
| 4.                 | 「ヒピディ・ホプディ・パンプ」      | 八神純子, John Stanley | 八神純子   | John Stanley | NHK『みんなのうた』1998年12月〜1999年1月放送曲 | 4:42 |
| 合計時間:          | 合計時間:                           | 合計時間:              | 合計時間:  | 合計時間:    | 16:30                                          |      |